# Tuomo Hutri
Tuomo Hutri (* 9. Februar 1973 in Hyvinkää) ist ein finnischer Kameramann.

## Karriere
Hutri studierte Soziologie an der Ludwig-Maximilians-Universität München und Theoretische Philosophie an der Universität Helsinki, bevor er schließlich 2003 sein Studium als Kameramann an der Aalto-Universität abschloss. Einer seiner Dozenten war der finnische Kameramann Esa Vuorinen. Von 2010 bis 2011 unterrichtet er dort selbst.
Hutri studierte gemeinsam mit dem späteren Regisseur Aleksi Salmenperä. Er war bereits während des Studiums als Kameramann für dessen Kurzfilme verantwortlich. Später drehte er für ihn unter anderem dessen Spielfilme Paha perhe, Miehen työ und Jättiläinen.
Für seine Kameraarbeiten wurde er bisher acht Mal für den finnischen Filmpreis Jussi nominiert. Dabei wurde er für seine Arbeiten an Der Besucher und Die Kinder des Fechters jeweils ausgezeichnet. Für den polnischen Kamerapreis Camerimage wurde er für Postia pappi Jaakobille nominiert. Für Harmsaga erhielt er eine Nominierung des isländischen Filmpreises Edda.
Hutri lebt in Helsinki. Er ist dreifacher Vater und hat ein gemeinsames Kind mit der Schauspielerin Anna Paavilainen.

## Filmografie (Auswahl)
- 2007: Miehen työ
- 2008: Anleitung zur Katastrophe (Katastrofin aineksia)
- 2008: Der Besucher (Muukalainen)
- 2008: Harmsaga
- 2009: Postia pappi Jaakobille
- 2010: Paha perhe
- 2012: Liebe auf Finnisch (Vuosaari)
- 2013: Die Frau des Schakals (In the Dark Room)
- 2015: Die Kinder des Fechters (Miekkailija)
- 2016: Jättiläinen
- 2017: Die Welt ist noch zu retten?! (Tulevilla rannoilla)
- 2021: Deadwind (Karppi, Fernsehserie, acht Folgen)
- 2021: Invisible Demons (Invisible Demons – Tuhon merkit)
- 2022: Helsinki-Syndrom (Helsinki-syndrooma, Fernsehserie, acht Folgen)